# Jens Castrop
Jens Castrop (* 29. Juli 2003 in Düsseldorf) ist ein deutsch-südkoreanischer Fußballspieler.

## Karriere

### Vereine
Nach seinen Anfängen in der Jugend des Lohausener SV und von Fortuna Düsseldorf wechselte er im Sommer 2015 in die Jugendabteilung des 1. FC Köln. Für seinen Verein kam er zu 30 Einsätzen in der B-Junioren-Bundesliga, zu zwei Einsätzen in der A-Junioren-Bundesliga und zu zwei Einsätzen in der Saison 2021/22 in der UEFA Youth League, bei denen ihm insgesamt drei Tore gelangen. Mit der B-Jugend holte er sich mit seiner Mannschaft im Juni 2019 nach einem 3:2 über Borussia Dortmund die Meisterschaft. Im Sommer 2021 wurde er in den Kader der zweiten Mannschaft in der Regionalliga West aufgenommen.
Um höherklassig Spielpraxis zu sammeln, wurde er im Winter 2022 für eineinhalb Spielzeiten in die 2. Bundesliga zum 1. FC Nürnberg ausgeliehen. Dort kam er auch zu seinem ersten Einsatz im Profibereich, als er am 12. Februar 2022, dem 22. Spieltag, bei der 1:4-Auswärtsniederlage gegen den Karlsruher SC in der 82. Spielminute für Tom Krauß eingewechselt wurde. In der Saison 2022/23 spielte er in 32 Pflichtspielen für den FCN. Der Club spielte in der Liga gegen den Abstieg und hielt schließlich die Klasse. Mit Robert Klauß, Markus Weinzierl und Dieter Hecking waren drei Trainer in der Spielzeit beschäftigt, unter allen gehörte Castrop zur Stammelf.
Der 1. FC Nürnberg nutzte anschließend eine Kaufoption.
Im Februar 2025 verpflichtete Borussia Mönchengladbach Castrop zur Saison 2025/26 mit einer Vertragslaufzeit bis zum 30. Juni 2029.

### Nationalmannschaft
Castrop spielte ab 2018 für die deutsche U16 (zwei Spiele), die U17 (sechs Spiele), die U18 (zwei Spiele, ein Tor), die U19 (sechs Spiele, ein Tor) und die U20 (sechs Spiele). Im März 2024 kam er erstmals in der U21 zum Einsatz.
Er ist sowohl für die deutsche als auch die südkoreanische A-Nationalmannschaft spielberechtigt. Castrops Mutter ist Südkoreanerin.

## Titel
- Deutscher B-Junioren-Meister: 2019 (1. FC Köln)